# Rosinedal
Rosinedal är en mindre by längs Vindelälven och länsväg 363 i Vindelns kommun 5 km söder om Vindeln.

## Rosinedal som testområde för skogsforskning
I ett testområde vid Rosinedal undersöker forskare från SLU hur tillförsel av kväve till skogen påverkar skogens tillväxt. Dessutom undersöks också hur skogens kolförvaring påverkas av tillsättningen av kväve. Detta skogsexperiment inleddes 2005 och omfattar tre tomter på vardera 13-15 hektar.